# Orchard City
Orchard City è un centro abitato (town) degli Stati Uniti d'America, situato nella contea di Delta dello Stato del Colorado. Nel censimento del 2000 la popolazione era di 2.880 abitanti.

## Geografia fisica
Secondo i rilevamenti dell'United States Census Bureau, Orchard City si estende su una superficie di 29,5 km².